# Niklas Eklund
Pour les articles homonymes, voir Eklund.
Niklas Eklund, né à Mölndal le 27 juillet 1969 et mort le 10 avril 2025, est un trompettiste suédois de réputation internationale.

## Biographie
Il fait ses études à l'École de musique et de musicologie de l'Université de Göteborg.
Plus tard disciple du réputé Edward H. Tarr à la Schola Cantorum Basiliensis et de Guy Touvron à Paris, il devient trompette solo de l'Orchestre symphonique de la Radio de Bâle. Après cinq ans au sein de cet orchestre, il quitte son poste à l'automne 1996 pour se consacrer à sa carrière comme soliste.
Depuis, il s'est produit avec plusieurs chefs et musiciens de réputation comme Cecilia Bartoli, Zubin Mehta, John Eliot Gardiner, Heinz Holliger, András Schiff, Eric Ericson, Iván Fischer et Gustav Leonhardt.
Dès 1996, il remporte le 1er prix du concours international de trompette baroque Altenburg qui avait lieu à Bad Säckingen en Allemagne. 
Niklas Eklund est devenu le trompettiste baroque permanent dans une série de concerts publics et d'enregistrements dirigés par Sir John Eliot Gardiner, les Pèlerinages Bach (Archive DG). En plus d'être soliste en Europe et en Amérique, il est également professeur invité aux États-Unis, en Australie, en Ukraine, en Russie, en Nouvelle-Zélande et au Canada.
Procédant d'une démarche autant musicale que musicologique, il a enregistré entre autres une anthologie en cinq volumes de la trompette baroque sous l'étiquette Naxos, qui est considérée aujourd'hui comme une référence dans le domaine de l'instrument.
Niklas Eklund était un soliste et un pédagogue actif à travers le monde, il vécut en Suède.
Il meurt le 10 avril 2025.